# جوزي لورين
جوزي لورين (بالإنجليزية: Josie Loren)‏ هي ممثلة أمريكية، ولدت في 19 مارس 1987 في الولايات المتحدة. بدأت مشوارها المهني سنة 2003.

## أعمال

### أفلام
- (2009) 17 مرة أخرى[5][6]
- (2013) 21 وأكثر[7]

### مسلسلات
- ذا منتاليست
- شابة وجائعة
- فيرونيكا مارس
- كاسل
- كوري إن ذا هاوس[8]

## وصلات خارجية
- جوزي لورين على موقع IMDb (الإنجليزية)
- جوزي لورين على موقع ألو سيني (الفرنسية)
- جوزي لورين على موقع أول موفي (الإنجليزية)
- جوزي لورين على موقع قاعدة بيانات الأفلام السويدية (السويدية)
- جوزي لورين على موقع قاعدة بيانات الفيلم (الإنجليزية)
- جوزي لورين على موقع كينوبويسك (الروسية)